# Threnosoma
Threnosoma (лат.) — подрод травяных листоедов подсемейства хризомелин, семейства листоедов.

## Описание
Питаются на растениях семейства зонтичные. Базовое число хромосом в кариотипе 47, у самок всего одна половая хромосома.

## Классификация
В состав подрода включают 18 видов.
- Chrysolina afra (Erichson, 1841)
- Chrysolina anceyi  (Marseul, 1868)
- Chrysolina arambourgi  (Peyerimhoff, 1938)
- Chrysolina cribrosa  (Ahrens, 1812)
- Chrysolina fimbrialis  (Küster, 1845)
- Chrysolina helopioides  (Suffrian, 1851)
- Chrysolina inflata  (Weise, 1916)
- Chrysolina joliveti Bechyné, 1950
- Chrysolina mairei  (Peyerimhoff, 1928)
- Chrysolina obenbergeri Bechyné, 1950:
- Chrysolina osellai Daccordi et Ruffo, 1979:
- Chrysolina rubricus  (Desbrochers des Loges, 1899)
- Chrysolina scorodon  (Marseul, 1886)
- Chrysolina solata  (Fairmaire, 1879)
- Chrysolina tagana  (Suffrian, 1851)
- Chrysolina tangeriana  (Kocher, 1958)
- Chrysolina tortipennis  (Fairmaire, 1865)
- Chrysolina weisei  (Frivaldszky, 1883)

## Распространение
Представители подрода встречаются Европе, Северной Африке и Ближнем Востоке.